# Coppa Intercontinentale 2021 (hockey su pista)
La Coppa Intercontinentale 2021 è stata la 19ª edizione dell'omonima competizione di hockey su pista riservata alle squadre di club. Il torneo ha avuto luogo dal 17 al 19 dicembre 2021. Il trofeo è stato vinto dal Porto per la prima volta nella sua storia.

## Squadre partecipanti
| Nazione    | Club        | Qualificazione                    | Partecipazioni precedenti (il grassetto indica la vittoria) |
| ---------- | ----------- | --------------------------------- | ----------------------------------------------------------- |
| Portogallo | Sporting CP | Detentore dell'Eurolega 2020-2021 | Esordiente                                                  |
| Portogallo | Porto       | Finalista dell'Eurolega 2020-2021 | 1983, 2018                                                  |

## Risultati
| Porto 17 dicembre 2021 Finale di andata | Porto | 6 – 3 | Sporting CP | Dragão Caixa |

| Lisbona 19 dicembre 2021 Finale di ritorno | Sporting CP | 6 – 5 | Porto | Pavilhão João Rocha |